# Marta Flores i Cuadrat
Marta Flores Cuadrat (Terrassa, Vallès Occidental, 23 de setembre de 1981) és una jugadora de corfbol catalana.
Va formar part del Club Korfbal Vacarisses des del 2005, amb el qual va guanyar cinc Lligues, de forma consecutiva, i tres Copes Catalunya. Internacional amb la selecció catalana de corfbol en categories sub-21 i sub-23, amb l'absoluta ha competit en trenta ocasions entre 2005 i 2011. Va proclamar-se campiona de l'European Bowl 2005 i va participar en els Campionats del Món de 2007 i 2011, aconseguint la quarta posició, i als Campionats d'Europa de 2006 i 2010.

## Palmarès
Clubs
- 4 Lligues Catalanes de corfbol: 2005-06, 2006-07, 2007-08, 2008-09, 2009-10
- 3 Copes de Catalunya de corfbol: 2005-06, 2007-08, 2008-09

Selecció catalana
- 1 European Bowl de corfbol: 2005